# Virovitica
Virovitica (tyska: Wirowititz, ungerska: Verőce) är en stad i landsdelen Slavonien i östra Kroatien, nära gränsen till Ungern. Staden har 23 189 (2001) invånare och är residensstad i Virovitica-Podravinas län.